# Héraldique et généalogie
 (octobre 2020).
Héraldique & Généalogie est une revue française trimestrielle consacrée à l'héraldique et la généalogie. C'est également le nom de l'association chargée de sa publication.

## Historique
Cette revue a été créée en 1969. Elle est le résultat de la fusion du Bulletin généalogique d’information créé en 1956 par le baron Édouard de Nervo dont la parution s'est interrompue en décembre 1968, et de la revue La France généalogique qui existe toujours.
La revue cesse de paraître en 2016 avec le numéro 220 .